# Jan Świdwa Szamotulski

Herb Nałęcz

Jan Świdwa Szamotulski herbu Nałęcz (ur. 1522, zm. między 14 stycznia a 26 marca 1566) – kasztelan biechowski.
Syn kasztelana gnieźnieńskiego Wincentego Świdwy Szamotulskiego i Doroty z Lubrańskich. Poślubił Elżbietę, córkę wojewody poznańskiego Janusza Latalskiego. Z małżeństwa urodził się syn Jan, działacz reformacyjny.
W 1548 otrzymał część rodzinnego majątku, w tym połowę Szamotuł, Śmiłowo i Kaźmierz. Nominowany 30 stycznia 1549 na urząd kasztelana biechowskiego.